# Sikorsky CH-54 Tarhe
Sikorsky CH-54 Tarhe – amerykański ciężki śmigłowiec transportowy opracowany na przełomie lat 50. i 60. XX wieku przez firmę Sikorsky Aircraft dla Armii Stanów Zjednoczonych. Śmigłowiec wykorzystywany był jako latający dźwig lub, po doczepieniu specjalnego kontenera, do transportu piechoty. Cywilna wersja śmigłowca nosi nazwę S-64 Skycrane.
CH-54 Tarhe zastąpił w wojsku amerykańskim przestarzałe maszyny Sikorsky CH-37 Mojave i był używany m.in. podczas wojny wietnamskiej.